# 無期転換ルール
無期転換ルール（むきてんかんルール）は、2013年4月1日の労働契約法の改正により、有期契約社員として勤務していた労働者が、通算5年以上を経過して勤務した場合、労働者の申し出によって、無期限で労働契約を延長・転換することができる労働制度である。
通常は、同じ企業（特定非営利活動法人・労働者協同組合含む）で、アルバイト、派遣社員などを含めた有期契約社員が、その企業との間で5年間を超えて勤務契約を更新された場合、その労働者から申し込みがあった場合に、無期限契約に転換できる制度で、通常は1年契約である場合は5年目の契約満了時に申し込み権利が発生し、その場で無期契約以降が成立する。また3年契約であれば3年契約満了時申し込み権利が発生し、そのうえで2回目の3年契約（通算6年）の契約満了後から無期契約移行が成立する。ただし、企業はそれを断ることはできない。
しかし、特に大学の講師・職員などが特例で、雇用期間10年を超える場合、2023年3月に大量の雇止め（契約満了、ないしは解除）の被害にあう可能性があるとされ、実際2022年2月の文部科学省の統計で、国立大学86校などで3099人、文科省所轄の研究機関5団体で657人が、この10年ルールの該当者であることが発表されている